# Osztály (rendszertan)
Az élőlények biológiai rendszertani besorolásában az osztály (latinul: classis) az egyik fő kategória, amely a törzs (phylum vagy divisio) és a rend (ordo) fő kategóriák között helyezkedik el.
Az osztály volt az egyik alapvető kategória Carl von Linné klasszikus ötös felosztásában (osztály-rend-család-nemzetség-faj).
Szükség esetén az élőlények fajainak osztályozásához a magasabb főosztály (superclassis) és az alacsonyabb alosztály (subclassis) és alosztályág (infraclassis) alkategóriák is felhasználhatók.

## Az osztály elhelyezkedése a rendszertani felosztásban
A fő kategóriákat félkövér, az alkategóriákat a normál betű jelöli.
- törzs (phylum)
  - altörzs (subphylum)
    - altörzság (infraphylum)
      - főosztály (superclassis)
        - osztály (classis)
          - alosztály (subclassis)
            - alosztályág (infraclassis)
              - főrend (superordo)
                - rend (ordo)